# Album Title Goes Here
Album Title Goes Here (auch als album title goes here, > Album Title Goes Here <, >Album Title Goes Here<, >album title goes here< oder > album title goes here < dargestellt) ist das sechste Studioalbum des kanadischen Musikproduzenten Deadmau5. Es wurde erstmals am 25. September 2012 veröffentlicht. Es wurde von 2009 bis 2012 aufgenommen, mit Failbait (feat. Cypress Hill) als ältestes Stück auf dem Album. Album Title Goes Here erschien in den Vereinigten Staaten und Kanada beim Label Ultra Records, in allen anderen Ländern bei Virgin Records und mau5trap.

## Covergestaltung
Das Cover des Albums ziert ein halb kaputter mau5head, das Markenzeichen Deadmau5. In ihm findet sich Zimmermans Katze Professor Meowingtons wieder. Das Cover wurde von Arn0 gestaltet, einem Designer, der unter anderem schon Logos für Nokia und Coca-Cola entworfen hatte. Das Cover wurde gleichzeitig mit der Trackliste und dem Veröffentlichungsdatum am 9. August 2012 bekanntgegeben.

## Singles
Es wurden bisher drei Singles aus dem Album veröffentlicht, alle vorab.
- Maths erschien am 17. Februar 2012,[6] nachdem der Song bereits am 1. Juni 2011 in einem Video von Deadmau5 enthalten war.[7] Das Lied erreichte Platz 33 der UK Dance Charts.[8]
- The Veldt wurde am 6. Mai 2012 veröffentlicht.[9][10] Es wurde ein Musikvideo gedreht, das erste von Deadmau5 seit Ghosts ’n’ Stuff aus dem Jahr 2009. The Veldt erreichte Platz 68 sowohl in der Schweiz als auch im Vereinigten Königreich.[11] Auch eine EP stand ab dem 22. Juni 2012 zum Verkauf.[12]
- Professional Griefers war die dritte Veröffentlichung (14. August 2012) aus dem Album. Der Track wurde gemeinsam mit Gerard Way aufgenommen. Auch zu dieser Produktion wurde ein Musikvideo gedreht.[13] Professional Griefers ist auf dem Soundtrack von FIFA 13 enthalten.[14]

## Rezeption

### Charts
| ChartsChartplatzierungen       | Höchstplatzierung | Wochen |
| ------------------------------ | ----------------- | ------ |
| Deutschland (GfK)              | 39 (1 Wo.)        | 1      |
| Österreich (Ö3)                | 24 (2 Wo.)        | 2      |
| Schweiz (IFPI)                 | 18 (4 Wo.)        | 4      |
| Vereinigtes Königreich (OCC)   | 9 (3 Wo.)         | 3      |
| Vereinigte Staaten (Billboard) | 6 (14 Wo.)        | 14     |
| Kanada (MC)                    | 2 (5 Wo.)         | 5      |

Album Title Goes Here konnte sich in diversen Charts platzieren. In Deutschland gelang Platz 39 und damit die erste Chartplatzierung Deadmau5’ in den deutschen Hitparaden. Des Weiteren konnte man Platz 18 in der Schweiz, Platz 24 in Österreich, Platz neun im Vereinigten Königreich, Platz zwei in Kanada, Platz sechs in den Vereinigten Staaten, Platz 16 in den Niederlanden, Platz 28 in Belgien (Flandern), Platz 35 in Belgien (Wallonien), Platz 27 in Norwegen, Platz elf in Australien und Platz 17 in Neuseeland erreichen. Außerdem stieg Album Title Goes Here direkt auf Platz eins der US-amerikanischen Dance/Electronic Album-Charts ein, konnte sich in der ersten Woche auf Platz zwei der Independent Album Charts platzieren und ein fünfter Platz gelang in der ersten Woche auch in den Digital Album Charts. Des Weiteren debütierte man auch auf dem ersten Platz der iTunes Dance Charts sowie auf der vierten Platzierung aller Alben auf iTunes. Es ist damit Deadmau5’ erfolgreichstes Album.

### Kritik
Das Album bekam unterschiedliche Kritiken. Der von Metacritic errechnete Metascore liegt bei 59 %, neun verschiedene Reviews wurden ausgewertet. So gab es positive Stimmen wie von Megan Farokhmanesh von Paste, die dem Album 8,5 von zehn möglichen Sternen gab und meinte, nachdem man etwas aus dem Album gehört habe, wolle man immer mehr, bis einem die Songs die ganze Nacht durch den Kopf gingen. Auch sei das Album adrenalinpumpend.
David Jeffries von Allmusic hatte eine gemischte Meinung zum Album. So meinte er, das Album sei ausbreitend und bescheiden, aber auch gut geeignet für echte Fans von Deadmau5. Er vergab drei von fünf möglichen Sternen.
Louis Pattison von BBC Music gab mit zwei von fünf möglichen Sternen ein eher negatives Review ab und meinte, dass es Album Title Goes Here ein bisschen Herz gebe, wenn man seine Vorgänger in der Dance-Musikrichtung davor hören würde, das Album alles in allem aber genauso hohl wie sein Titel wäre.
John Calvert von Fact (UK) gab mit nur einem halben von fünf vergebbaren Sternen ein sehr negatives Review ab und meinte, dass sich einsame Jugendliche mit diesem Album fühlen könnten, als würden sie rebellieren, und, dass es eine Kultur wäre, in der man diesen Jugendlichen mit Produktionen wie diesen ihr Geld abnehmen könne.

“[…]listen to ‘The Veldt’ and its ‘We are the children of the revolution’ lyrics, lifted from a thousand ‘90s rave tracks, and tell me that’s not depressing. The youth utopia? The “world that the children made”? 20 odd years ago, maybe. This time it’s made by c**ts, like Joel Zimmerman.”

„[…]man hört sich „The Veldt“ an, die Lyrics sagen: ‚Wir sind die Kinder der Revolution‘, von tausenden Rave-Tracks aus den 90ern genommen, und man sage mir, das sei nicht deprimierend? […] Eine ‚Welt, die von Kinder geschaffen wurde‘? Vor 20 Jahren vielleicht. Heute wird es von Idioten wie Joel Zimmerman gemacht.“

### Grammy Award
Das Album wurde für die Grammy Awards 2013 für die Kategorie Best Dance/Electronica Album nominiert.

## Titelliste
| Nr. | Titel                                         | Länge |
| --- | --------------------------------------------- | ----- |
| 1.  | Superliminal                                  | 6:15  |
| 2.  | Channel 42 (mit Wolfgang Gartner)             | 4:48  |
| 3.  | The Veldt (8 Minute Edit) (feat. Chris James) | 8:28  |
| 4.  | Fn Pig                                        | 8:42  |
| 5.  | Professional Griefers (feat. Gerard Way)      | 4:05  |
| 6.  | Maths                                         | 6:54  |
| 7.  | There Might Be Coffee                         | 7:00  |
| 8.  | Take Care of the Proper Paperwork             | 6:52  |
| 9.  | Closer                                        | 7:11  |
| 10. | October                                       | 7:10  |
| 11. | Sleepless                                     | 4:06  |
| 12. | Failbait (feat. Cypress Hill)                 | 4:49  |
| 13. | Telemiscommunications (mit Imogen Heap)       | 4:06  |

| Nr. | Titel                                                | Länge |
| --- | ---------------------------------------------------- | ----- |
| 14. | Strobe (Live Version)                                | 4:56  |
| 15. | The Veldt (Tommy Trash Remix, feat. Chris James)     | 6:52  |
| 16. | Professional Griefers (feat. Gerard Way, Radio Edit) | 3:02  |
| 17. | The Veldt (feat. Chris James, Musikvideo)            | 2:59  |
| 18. | Professional Griefers (feat. Gerard Way, Musikvideo) | 5:35  |